# Vímara Peres
Vímara Peres (La Coruña, 820 circa – Guimarães, 873) è stato un militare portoghese vissuto nel IX secolo e primo signore della Contea di Portucale.

## Origine
Di Vímara non si conoscono gli ascendenti. Alcune fonti sostengono che fosse figlio di Pedro Theón, un conte galiziano, vissuto nel IX secolo, nel regno delle Asturie e della moglie di cui non si conoscono né il nome né gli ascendenti. 

Di Pedro non si conoscono gli ascendenti. Alcune fonti sostengono che fosse figlio di Ozenda e Bermudo I, re delle Asturie.

## Biografia
Il padre di Vímara, Pedro Theón, era un signore della guerra al servizio di Ordoño I, Re delle Asturie, che venne citato nel Chronicon Albeldense, quando in Galizia sconfisse (a Petro comite interfecti sunt) i Vichinghi, che secondo il professore, Allen Mawer, potevano essere i figli di Ragnarr Loðbrók (Hastein e Björn Ragnarsson) 

Dopo la morte di Ordoño I, Pedro passò al servizio del successore, Alfonso III. 
Vímara divenne anch'egli vassallo di re Alfonso III e venne incaricato di liberare dalla presenza moresca la regione costiera compresa tra i fiumi Minho e Douro. 
Nell'868, sconfitti e scacciati i musulmani, il re Alfonso III istituì la nuova Contea di Portucale (dal nome della città di Portucale, l'odierna Oporto) mettendovi a capo Vímara Peres, come riporta lo storico spagnolo, RODRIGO FURTADO, nel suoCUANDO PORTUGAL ERA REINO DE LEÓN: UNA REGIÓN EN EL NORDESTE PENINSULAR (SIGLOS IX-XI). 

A difesa del territorio portucalense il conte fece costruire il centro fortificato di Vimaranis, l'odierna Guimarães, e per ordine di Alfonso III, ripopolò la zona di Braga, come riporta lo storico medievalista portoghese José Mattoso nel suo  «A nobreza portucalense dos séculos IX a XI» (non consultato). 
Vímara Peres, ancora secondo RODRIGO FURTADO, morì nell'873, a Vama, dove teneva la corte il re delle Asturie, Alfonso III, che secondo alcuni si trovava in Galizia, mentre secondo altri era nei pressi di Guimarães.
A Vímara Peres, al governo della contea succedette il figlio Lucídio Vimaranes, come ci conferma ancora RODRIGO FURTADO.

## Matrimonio e discendenza
Non si conosce né il nome né gli ascendenti della moglie, anche se potrebbe trattarsi di Trudildi. 

Vímara Peres dalla moglie ebbe almeno un figlio:
- Lucídio Vimaranes (.. - 922) secondo conte di Portucale[8]

Se la moglie fosse  Trudildi avrebbe anche una figlia:
- Audivia che sposò il Conte Gutierre Aloítez

## Genealogia

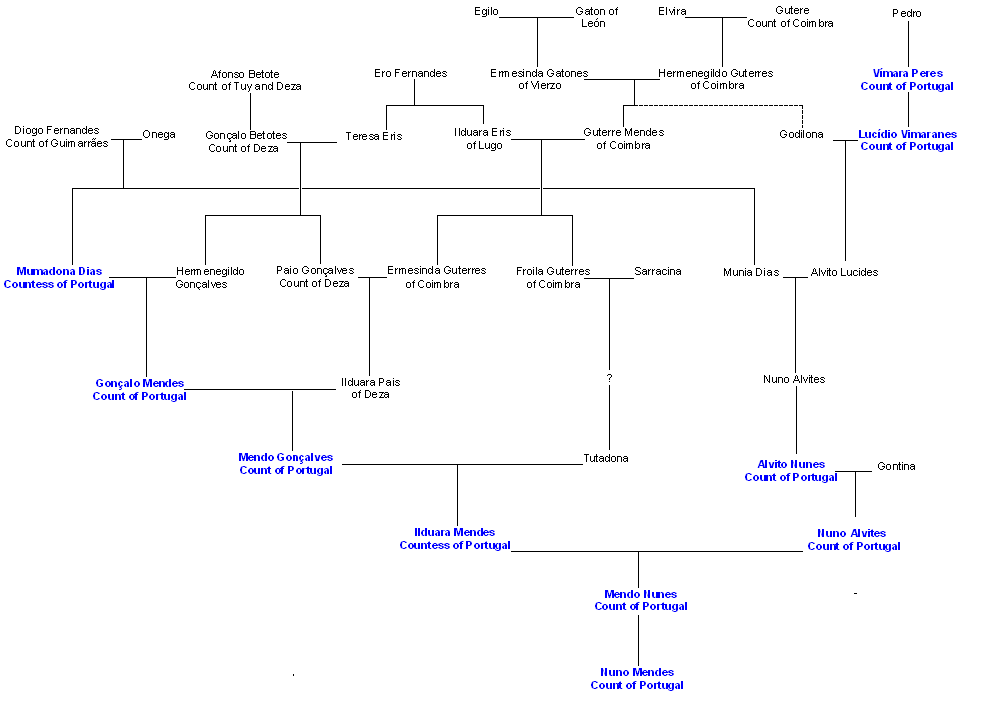
In blu sono indicati i Conti di Portucale che sono succeduti a Vímara Peres

### Fonti primarie
- (LA)  Anastasii abbatis opera omnia.

### Letteratura storiografica
- Allen Mawer, I vichinghi, in Il trionfo del papato e lo sviluppo comunale, collana «Storia del mondo medievale», V volume, Milano, Garzanti, 1999  [1980],  pp. 734-769, SBN CSA0112491.
- (ES)  CUANDO PORTUGAL ERA REINO DE LEÓN: UNA REGIÓN EN EL NORDESTE PENINSULAR (SIGLOS IX-XI)